# Прозоров, Яков Алексеевич
Яков Алексеевич Прозоров (27 сентября 1816 — 3 февраля 1881) — купец 1-й гильдии, городской голова Вятки в 1859—1862 годах, потомственный почётный гражданин. Обладатель почётного звания «Коммерции советник». Награждён орденом Святого Владимира 4-й степени.

## Биография
Яков Прозоров родился в городе Вятка 27 сентября 1816 года в семье купца. Яков Прозоров не имел специального образования, сам он заявлял, что учился в доме, в помещении которого находился пожарный обоз, а это могло относиться одновременно к нескольким учебным заведениям. С юных лет он помогал вести дела своему отцу, выезжал в Архангельск, вел работу с приказчиками на перевалочных пунктах. Его старшим братом был купец Александр Прозоров.
В 1841 году он женился на Пелагее Семеновне Угрюмовой, которой на тот момент было 16 лет. Она была дочерью мещан Агнии Семеновны и Семена Алексеевича Угрюмовых. В их браке родилось четверо детей: Алексей, Владимир, Юлия, Зинаида.
В период с 1845 по 1855 годы Яков Прозоров числился среди купцов 3-й гильдии, что означало, что его оборотный капитал составлял не менее 6 тысяч рублей. В 1845 году купец направил в Архангельск четыре судна, на борту которых находилось 42 четверти ржи, 12 четвертей пшеницы, 2000 четвертей овса, 28000 пудов муки.
В 1848 году Яков Прозоров купил дом на юго-западном углу перекрестка Вознесенской и Никольской улиц и с 1849 года вместе с семьей переехал туда. Также среди строений его усадьбы была баня, прачечная, сараи и каретники. В декабре 1855 года Яков Прозоров стал купцом 1-й гильдии, а в 1859 — городским головой. Его служба на этом посту была отмечена золотой медалью с надписью «За усердие», её можно было носить на шее на Станиславской ленте. В 1860 году Якову Прозорову было присвоено звание потомственного Почётного гражданина.
С 1861 года Яков Прозоров продавал свои товары в порту Санкт-Петербурга. Это были лён, конский волос, семя, холст, щетина. Лен под маркой Якова Прозорова продавался в Бельгии по достаточно высоким ценам.
Яков Прозоров активно занимался благотворительной деятельностью. В 1870 году Яков Прозоров положил на банковский счет 6 000 рублей, а проценты от этой суммы должны были использоваться для того, чтобы каждой бедной девушке, которая выходила замуж, выдавалось 10 рублей. Тем, кто нуждался, он выдавал по пятницам и праздникам муку и деньги.
В декабре 1862 года он почётным блюстителем Вятского епархиального женского училища. Первый любительский театр, который был создан в Вятке, занимал помещение в доме Прозорова на Нижней торговой площади.
Яков Прозоров часто жертвовал городу дома, общая стоимость которых на 1884 год составила 500 тысяч рублей.
Отец Якова Прозорова умер в 1864 году и завещал родовое имение младшему сыну Афанасию, который был купцом 2-й гильдии. В 1868 году Яков купил у своего брата имение за 3000 рублей. По проекту архитектора А. С. Андреева там был построен новый каменный дом. В том же году он купил соседний участок вместе со всеми постройками, которые там находились.
Яков Прозоров отправлял товары, купленные в Вятской и других соседних губерниях, к пристаням на Лузе и Сысоле, а затем — к Санкт-Петербургскому и Архангельскому портам.
С 1863 года состоял на службе членом Учётного комитета Государственного банка города Архангельска.
В 1866 году капитал торгового дома Прозорова составил 3 миллиона рублей. В 1870 году он был членом комиссии по устройству дома для вятского городского училища. Был первым, кто наладил торговым связи с другими странами: Англией, Францией, Германией, Голландией и Бельгией.
Купцу был вручен похвальный лист от комитета Санкт-Петербургской выставки за усовершенствование обработки конского волоса. Обладатель почётного звания «Коммерции советник».
В 1878 году вместе с семьей Яков Прозоров переехал в Санкт-Петербург. В 1880 году он был награждён орденом Святого Владимира 4-й степени, ему было предоставлено потомственное дворянство. Умер Яков Прозоров в 1881 году.
По воспоминаниям его племянника, А. А. Прозорова, когда он был в 1905 году в Лондоне, его встретили очень хорошо, потому что помнили и знали его дядю Якова Прозорова.
Алексей Прозоров — сын Якова Прозорова, продолжил деятельность отца и также занимался торговлей.